# Sveno Benedicti Elfdalius

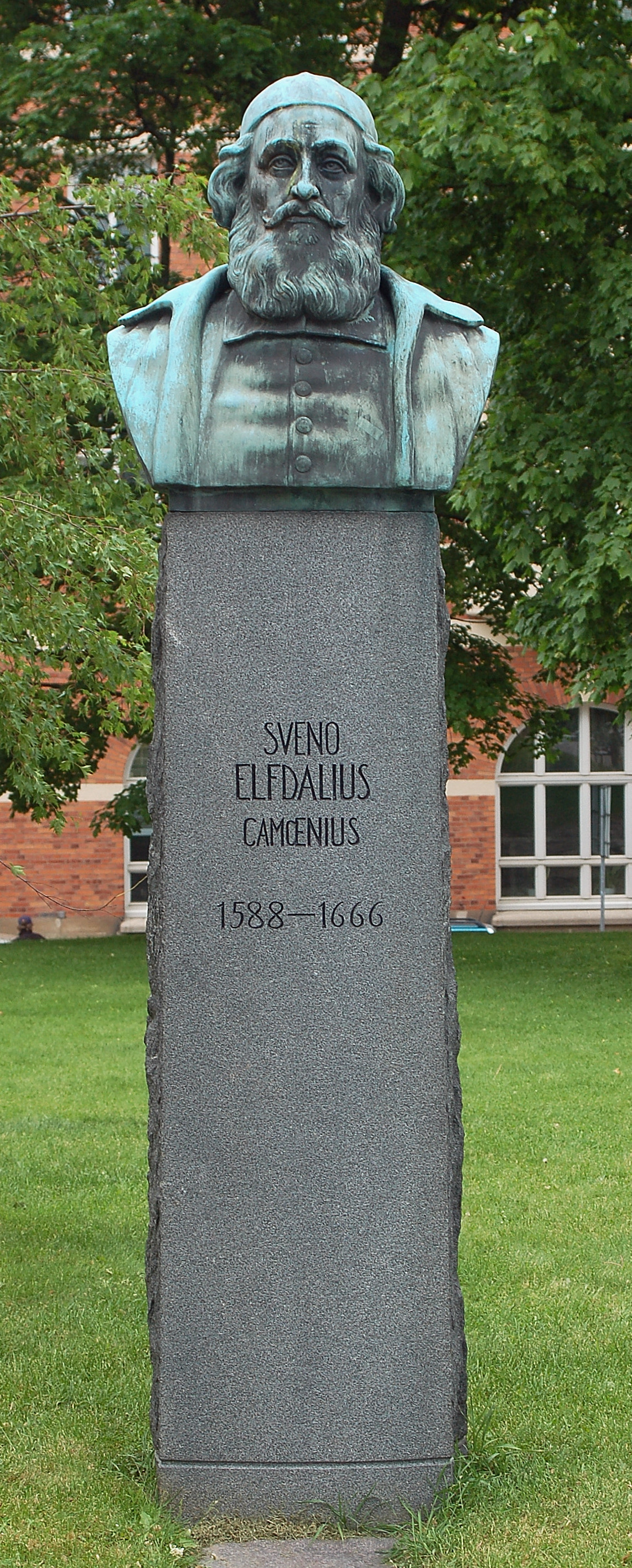
Staty av Carl Eldh vid Karlstads universitet.

Sveno Benedicti Elfdalius Camoenius, född 1588 i Ekshärad, Klarälvdalen, död 26 augusti 1666 i Karlstad, var en svensk superintendent och en av stamfäderna till släkten Caméen.

## Biografi
Sveno Benedicti Elfdalius var son till kyrkoherden i Klarälvdalen Benedictus Erici och Magdalena Svensdotter Brunia, och morbror till professor Erik Elfvedalius.
Efter studier i Uppsala och vid tyska universitet blev Elfdalius rektor i Karlstad 1619, kyrkoherde i Fryksdalen 1626, prost över Fryksdals prosteri 1632 och slutligen superintendent över Värmland med mera 1647, den förste sedan superintendentssätet flyttats från Mariestad till Karlstad. Han var en kraftig stiftstyresman. Han har haft banbrytande betydelse för den andliga odlingen i sitt hemlandskap, och var bland annat den som grundade Karlstads gymnasium.
Sveno Benedicti Elfdalius var far till Benedictus Svenonis Camoenius och Sven Caménhielm.